# 野火 (小説)
『野火』（のび、Fires on the Plain）は、大岡昇平の小説。1951年に『展望』に発表、翌年に創元社から刊行された。作者のフィリピンでの戦争体験を基にする。死の直前における人間の極致を描いた、戦争文学の代表作の一つ。第3回（昭和26年度）読売文学賞・小説賞を受賞している。
フィリピンの山中で病気のため軍隊からも病院からも追放された兵士が主人公。人肉食いという倫理問題を提出して、戦争と生存と人間性の関係を追究した戦争文学。

## 概要
大岡は1948年より従軍記『俘虜記』を発表しており、その初稿の執筆直後より、『俘虜記』を補足するための作品として、『野火』が着想された。日常の視点をもとに戦争を描写することが特徴であった『俘虜記』に対し、その手法では表現できなかった描写として、熱帯の自然をさまよう孤独な兵士と感情の混乱を表現するため、本作はファンタスティックな物語として構想された。大岡自身の体験をもとにした『俘虜記』に対し、本作は純然たるフィクションである。
戦中の場面の描写のための手段として、主人公は「狂人」に設定されており、戦地における殺戮、孤独、人肉食などが取り上げられている。大岡は自身の作品について多くを語っていたが、中でもこの『野火』に対する拘りは強く、原稿に手を入れる数も多く、生涯にわたってこの作品のことを気にかけていた。
題名の「野火」とは、春の初めに野原の枯れ草を焼く火のことである。この作品にはカニバリズムが出てくるが、大岡はエドガー・アラン・ポーの『ナンタケット島出身のアーサー・ゴードン・ピムの物語』が、この作品が全体のワクになっていると書いている。
丸谷才一は『文章読本』（中央公論社、1977年）において、修辞技法の個々の技法を説明する際、例文を全て本作品とシェイクスピアの諸作品に拠った。
大岡昇平の代表作の一つであり、大岡の最高傑作の一つとの声や、今世紀最大の文学の一つとの評価もある。日本国外での評価も高く、翻訳版の出版も多い。
1959年に市川崑、2015年に塚本晋也がそれぞれ映画化している。

## あらすじ
太平洋戦争末期、日本の劣勢が固まりつつある中での、フィリピン戦線でのレイテ島が舞台である。 主人公の田村は肺病のために部隊を追われ、野戦病院からは食糧不足のために入院を拒否される。現地のフィリピン人は既に日本軍を抗戦相手と見なしていた。この状況下、米軍の砲撃によって陣地は崩壊し、全ての他者から排せられた田村は、熱帯の山野へと飢えの迷走を始める。 律しがたい生への執着と絶対的な孤独の中で、田村にはかつて棄てた神への関心が再び芽生える。しかし彼が目の当たりにする、自己の孤独、殺人、人肉食への欲求、そして同胞を狩って生き延びようとするかつての戦友達という現実は、ことごとく彼の望みを絶ち切る。 ついに、「この世は神の怒りの跡にすぎない」と断じることに追い込まれた田村は、狂人と化していく。

## 映画

### 1959年版
1959年には大映で映画化され、11月3日に劇場公開された。併映は『風来物語・任侠篇』、11月10日から『総会屋錦城・勝負師とその娘』。角川エンタテインメントからDVDが発売されている。第33回キネマ旬報ベスト・テン日本映画第2位、脚本賞、主演男優賞（船越英二）、ロカルノ国際映画祭グランプリ受賞。スチール・コンテスト選出（薫森良民）。第14回毎日映画コンクール男優主演賞（船越英二）。ブルーリボン賞ベストテン第2位、監督賞（市川崑）、撮影賞（小林節雄）。NHK映画賞ベストテン3位、監督賞（市川崑）、三浦賞（小林節雄）、シナリオ賞（和田夏十）。国民映画賞ベストテン大10位。バンクーバー国際映画祭カナダ映画協会賞。ハンブルグ映画祭優秀映画賞。昭和34年度芸術祭参加作品。メキシコ映画祭出品。

#### 概要
脚本も担当した和田夏十が企画。原作を読んだ夫で監督も担当した市川崑は、同じ原作者の『俘虜記』の映画化を希望していたが、所属していた大映の社長である永田雅一に交渉すると、市川が映画化した谷崎潤一郎の『鍵』が大ヒットしていた事もあって、あっさりと製作が決まった。原作の舞台は海外だったが、海外ロケを捻出できる予算が下りず、撮影は全て国内で行われ、御殿場や伊豆、箱根の大涌谷や小涌谷が撮影場所となった。主役は船越英二が起用されたが、二枚目過ぎて兵隊らしくないと周囲が反対する中、監督の市川が押し切る形で起用したため、生真面目で役づくりに熱心だった船越は監督の期待に応えようと、妻の制止を振り切って二週間の絶食による役作りを敢行したが、撮影初日の伊豆でのロケ中に栄養失調で倒れてしまい、撮影自体を40日間休止せざるを得なくなるトラブルを起こしてしまう。しかし作中での船越の演技は高く評価され、上記の毎日映画コンクールやキネマ旬報で主演男優賞を受賞している。また市川は本作の音響も重視し、担当した芥川也寸志に「空気の音」を作るよう注文をつけ、芥川は抽象的な要望に苦心するも、後年には「『野火』の音楽は自分のベストスコアだ」と言わしめている。
市川は「極限状態に置かれた人間にどれだけことができるか」という部分に焦点を絞り、戦争の悲劇性を徹底して客観的に見せる演出手法を採った。カニバリズムについては「主人公が人肉を食べる意思があった」と解釈し、人肉を食う場面は「栄養失調で歯が抜け、食べられなかった」という原作にはない描写で表現した。これは観客に「食べなくてよかった」と安堵させると同時に、映画の持つ表現の直接性を考慮して、原作の抽象的で夢オチに近い文学手法で書かれたラストを変更する必要性があったからである。同様に、より多くの観客の共感が得られるよう、原作に存在した「神を巡る問題」は意図的にその描写を避け、暗喩な表現に留めている。
完成した映画を鑑賞した原作者の大岡昇平は「だいぶ小説と違うね」と感想を述べたが、市川は「原作の精神は尊重しているし、神様のことは全部排除したけど、それを底に滲ませてはいますよ」と応じ、大岡も「その他は結構です」と返した。

#### キャスト
- 船越英二： 田村
- 滝沢修（民芸）：安田
- ミッキー・カーチス（東宝）：永松
- 星ひかる：兵隊1
- 潮万太郎：曹長
- 月田昌也：兵隊2
- 杉田康：兵隊3
- 浜口喜博：下士官
- 石黒達也（松竹）：無精髯の軍医[注釈 1]
- 稲葉義男（俳優座）：兵隊A（班長）
- 浜村純（銀座プロ）：狂人の将校
- 佐野浅夫（民芸）：兵隊4
- 伊達信（民芸）：分隊長
- 伊東光一：軍医
- 飛田喜佐夫：兵隊B
- 大川修：兵隊C
- 守田学：衛兵A
- 夏木章： 兵隊E
- 志保京助：兵隊J
- 早川雄三：兵隊H
- 中條静夫：兵隊5
- 此木透：兵隊D
- 竹内哲郎：兵隊G
- 細川啓一：衛兵C
- 米沢富士雄： 死人の兵隊
- 津田駿二： 衛兵B
- 佐々木正時
- 武江義雄
- 毛利敏夫
- 川井脩
- 杉山明
- 大塚弘
- 黒須光彦：衛生兵
- 高浜裕
- 花野富夫
- 黒川清司
- 渡辺久雄
- 中原健
- Bing Concepcion：小屋のフィリピン人
- Antonio G. Casimiro：バンカーのフィリピン人・男
- Rosalinda J. Nicolas：バンカーのフィリピン人・女
- Sonia Crisologo：フィリピン島の女兵士

#### スタッフ
- 製作：永田雅一
- 企画：藤井浩明
- 原作：大岡昇平
- 脚本：和田夏十
- 撮影：小林節雄
- 録音：西井憲一
- 美術：柴田篤二
- 照明：米山勇
- 特殊撮影：的場徹
- 音楽：芥川也寸志
- 助監督：弓削太郎
- 編集：中静達治
- 製作主任：熊田朝男
- 現像：東洋現像所
- 監督：市川崑

##### スタッフ（ノンクレジット）
- スチール：薫森良民[要出典]

### 2015年版
2015年7月25日に公開された日本映画。1959年版のリメイクではなく、あくまで監督の塚本晋也が原作から感じたものを映画化した作品である。監督・脚本・製作などに加え主演する塚本晋也は、構想に20年を費やした。製作には出資者が集まらず、自主製作映画としての公開ながら、2014年7月開催の第71回ヴェネツィア国際映画祭メインコンペティション部門に正式出品。第15回東京フィルメックスのオープニング作品として上演。第23回レインダンス映画祭出品作品。

#### あらすじ（2015年版）
第二次世界大戦の末期。レイテ島に駐屯する一等兵の田村は肺病を患って野戦病院行きを命じられた。しかし、重傷の患者ばかりの病院には置いてもらえず、自決もできずにさ迷う田村。
島の教会で休んだ田村は、入って来た若い男女に見つかった。女が叫び続けたために、混乱し、撃ち殺してしまう田村。男には逃げられたが、田村は男女が床下に隠していた塩の袋を見つけた。
銃も失い、他の部隊の伍長たちと出会う田村。合流地のパランポンに向かうという伍長は、田村の塩を見て同行を許した。途中で広い道を横断する必要があり、夜陰に紛れて匍匐(ほふく)前進で進む日本兵たち。だが、彼らは待ち構えていた米軍による一斉射撃で全滅した。
何とか生き延びたが、飢えて幻覚を見始める田村。そんな田村に“猿の干し肉”を食わせる若い永松。永松は足の悪い“おっさん”と組んで、タバコの葉を兵たちの芋と交換していたが、最近は“猿”と称して日本兵を殺し、食っていたのだ。
獲物の日本兵が減り、田村と永松を殺そうとする“おっさん”。逃げた田村たちの前に、和解しようと進み出た“おっさん”を殺し、生肉を貪り食う永松。そんな永松を射殺した田村は錯乱して島民のゲリラに捕まり、米軍の野戦病院に送られた後に日本に生還した。しかし、田村の頭から島で見た野火の幻と銃声が消えることはなかった。

#### キャスト（2015年版）
- 田村一等兵 - 塚本晋也
- 安田 - リリー・フランキー
- 伍長 - 中村達也
- 永松 - 森優作
- 田村の妻 - 中村優子
- 分隊長 - 山本浩司
- 軍医 - 山内まも留

#### スタッフ（2015年版）
- 監督・脚本・編集・撮影・製作：塚本晋也
- 原作：大岡昇平『野火』（新潮文庫）
- 音楽：石川忠
- サウンドエフェクト／サウンドミックス：北田雅也
- 撮影・照明・助監督：林啓史
- 配給：海獣シアター

#### 受賞
- 第7回TAMA映画賞 [17]
  - 特別賞（塚本晋也監督・キャスト・スタッフ一同に対し）
- 第89回キネマ旬報ベスト・テン[18]
  - 日本映画ベスト・テン 第2位
- 第70回毎日映画コンクール[19]
  - 男優主演賞（塚本晋也）
  - 監督賞（塚本晋也）
- 第37回ヨコハマ映画祭[20]
  - 日本映画ベストテン・第5位
- 第25回日本映画プロフェッショナル大賞（2016年）[21]
  - 監督賞（塚本晋也）
  - ベストテン・2位
- 第30回高崎映画祭[22]
  - 最優秀作品賞
  - 最優秀新人男優賞（森優作）